# Creteuchiloglanis
Creteuchiloglanis (Кретеухілогланіс) — рід риб триби Glyptosternina з підродини Glyptosterninae родини Sisoridae ряду сомоподібні. Має 7 видів. Наукова назва походить від латинського префікса cret-, що застосовується в значенні відокремити або розділити, та роду Euchiloglanis, у сенсі: відокремлений від Euchiloglanis.

## Опис
Загальна довжина представників цього роду коливається від 12 до 20 см. Голова масивна, дещо сплощена зверху. Очі невеличкі, розташовані зверху голови. Є 3 пари малесеньких вусів. Нижня губа поєднана з верхніми вусами. Тулуб кремезний, подовжений, хвостове стебло часто струнке. Спинний плавець невеличкий, з короткою основою. Грудні плавці великі та широкі, розташовані вкрай близько зябер, перед спинним плавцем. Близько до них містяться черевні плавці, які також є широкими. Жировий плавець подовжений. Анальний плавець дорівнює або більше за жировий плавець. Хвостовий плавець усічений, широкий, у низки видів з гіллястими променями.
Забарвлення коричневе з різними відтінками, чорне. Черево світліше за основний фон. На передньощелепних зубах присутні плями.

## Спосіб життя
Біологія вивчена недостатньо. Це бентопелагічні риби. Воліють до прісних вод. Активні переважно у присмерку та вночі. Живляться донними безхребетними і дрібною рибою.

## Розповсюдження
Мешкають у водоймах Індії та Китаю (Тибету, провінції Юньнань) — верхів'я річок Брахмапутра та Меконг.

## Види
- Creteuchiloglanis arunachalensis
- Creteuchiloglanis brachypterus
- Creteuchiloglanis gongshanensis
- Creteuchiloglanis kamengensis
- Creteuchiloglanis longipectoralis
- Creteuchiloglanis macropterus
- Creteuchiloglanis payjab